# William Wordsworth
William Wordsworth (ur. 7 kwietnia 1770 w Cockermouth, zm. 23 kwietnia 1850 w Rydal Mount) – angielski poeta, wraz z Samuelem Taylorem Coleridge'em uznawany za prekursora romantyzmu w literaturze brytyjskiej. Jeden z tzw. „poetów jezior”.

## Życie

### Dzieciństwo i młodość
William Wordsworth urodził się w Cockermouth w północnej Anglii, w tzw. Krainie Jezior. Pochodził z rodziny skromnego prowincjonalnego adwokata Johna Wordswortha, który był pełnomocnikiem sir Jamesa Lowthera, bogatego i ekscentrycznego arystokraty. Wcześnie osierocony (jego matka zmarła, gdy miał osiem lat, ojciec – gdy William był w wieku lat trzynastu), wraz z czworgiem rodzeństwa wychowywał się u krewnych. Nauczono mnie odczuwać, być może zbyt silnie, moc samowystarczalnej samotności – powiedział kilka lat później dorosły już Wordsworth. I rzeczywiście, chłopiec przebywał najczęściej tylko we własnym towarzystwie; od wczesnego dzieciństwa czytał wiele książek na różne tematy – książek, które zastępowały mu kontakt z rówieśnikami. Niebagatelny wpływ na dzieciństwo poety miała również przyroda (słowo to pisał zawsze wielką literą: Przyroda). Mały William chętnie spędzał czas w okolicznych borach, pływał też nocami łódką (bez zgody właściciela) po jeziorze Derwentwater. To właśnie kontakt z naturą ukształtował jego wrażliwość. Swoisty hołd poeta złożył przyrodzie, wspominając o jej roli w rozwoju jego osobowości w Odzie o przeczuciach nieśmiertelności ze wspomnień wczesnego dzieciństwa.
W 1787 William skończył liceum w Hawkshead i, jako siedemnastolatek, zadebiutował kilkoma sonetami na łamach czasopisma The European Magazine. W czasie nauki w liceum zaprzyjaźnił się z Ann Tyson, nauczycielką, która stała się dla niego drugą matką, i która jako pierwsza pokazała mu piękno natury Krainy Jezior. W tym samym roku dostał się do St John’s College Uniwersytetu w Cambridge. Jednak w końcu wieku XVIII uniwersytety angielskie stały na niskim poziomie i sam Wordsworth przyznawał, że studia niewiele mu dały; wolny czas spędzał w bibliotekach i na samotnych kontemplacjach okolicznej natury. Jednak jeden epizod z czasów uniwersyteckich wart jest odnotowania. W czasie wakacji 1790 roku poeta wraz z przyjacielem, Robertem Jonesem, wybrał się na pieszą wycieczkę w Alpy przez Francję. I właśnie we Francji udzielił mu się wielki zapał do rewolucji.
Już w następnym roku, po ukończeniu nauki na uniwersytecie i zdobyciu tytułu Bachelor of Art (licencjat nauk humanistycznych), Wordsworth zamieszkał we Francji, gdzie uczył się języka i z bliska poznawał tamtejszą kulturę. W czasie rocznego pobytu we Francji całkowicie przekonał się do rewolucyjnych ideałów. Również w tym okresie miało miejsce ważne wydarzenie – młody Wordsworth po raz pierwszy się zakochał. W wyniku krótkiego romansu z o trzy lata starszą od niego Annette Vallon, córką orleańskiego lekarza, poczęła się nieślubna córeczka poety Ann-Caroline (epizod z Annette opisał później we fragmencie Preludium pt. Vauddracour i Julia).

### Kryzys światopoglądowy
1 lutego 1793 roku Francja wypowiedziała wojnę Wielkiej Brytanii, a trzy miesiące później zaczęły się krwawe rządy Robespierre'a. Wojna, która, jak się później okazało, miała trwać prawie dwadzieścia lat, stanowiła dla poety bolesny wstrząs duchowy. Rozdarty był wobec dwóch lojalności – wobec ojczyzny fizycznej i ojczyzny duchowej.
W tym samym roku, z obawy przed więzieniem i gilotyną (był w końcu poddanym państwa wrogiego wobec tego, w którym się znajdował), wrócił do Anglii i na około dwa lata popadł w silną depresję. W tym czasie wpadła mu w ręce książka Sprawiedliwość, Williama Godwina – pisarza politycznego, skrajnego racjonalisty i pierwszego teoretyka anarchizmu. Twierdził on, że wytworzone historycznie instytucje, takie jak państwo, Kościół czy małżeństwo, są sprzeczne z rozumem. Godwinizm, który poniekąd usprawiedliwiał wciąż niegasnącą miłość Wordswortha do Francji, był dla niego oparciem w ciągu kilku lat wewnętrznego rozdarcia.
Definitywny przewrót w poglądach Wordswortha miał miejsce w roku 1798, kiedy to państwo francuskie napadło na Republikę Szwajcarską i Holandię. Państwo, które szumnie głosiło, że jest szermierzem wolności, najechało na spokojne sąsiedzkie kraje, mordowało broniących ich niepodległości żołnierzy i przywłaszczało sobie ich ziemie. Wtedy to Wordsworth ostatecznie stracił wiarę w ideały rewolucyjnej Francji i zerwał na zawsze z jej sprawą. Odtąd poeta stawał się coraz bardziej radykalnym konserwatystą. Jako wyznawca skrajnego toryzmu sprzeciwiał się m.in. demokratyzacji angielskiego parlamentu. Zasadniczej zmianie światopoglądu politycznego Wordswortha towarzyszyła przemiana w sprawach religii – obojętny dotychczas religijnie Wordsworth stał się wyznawcą anglikanizmu.

### Stateczne życie na prowincji

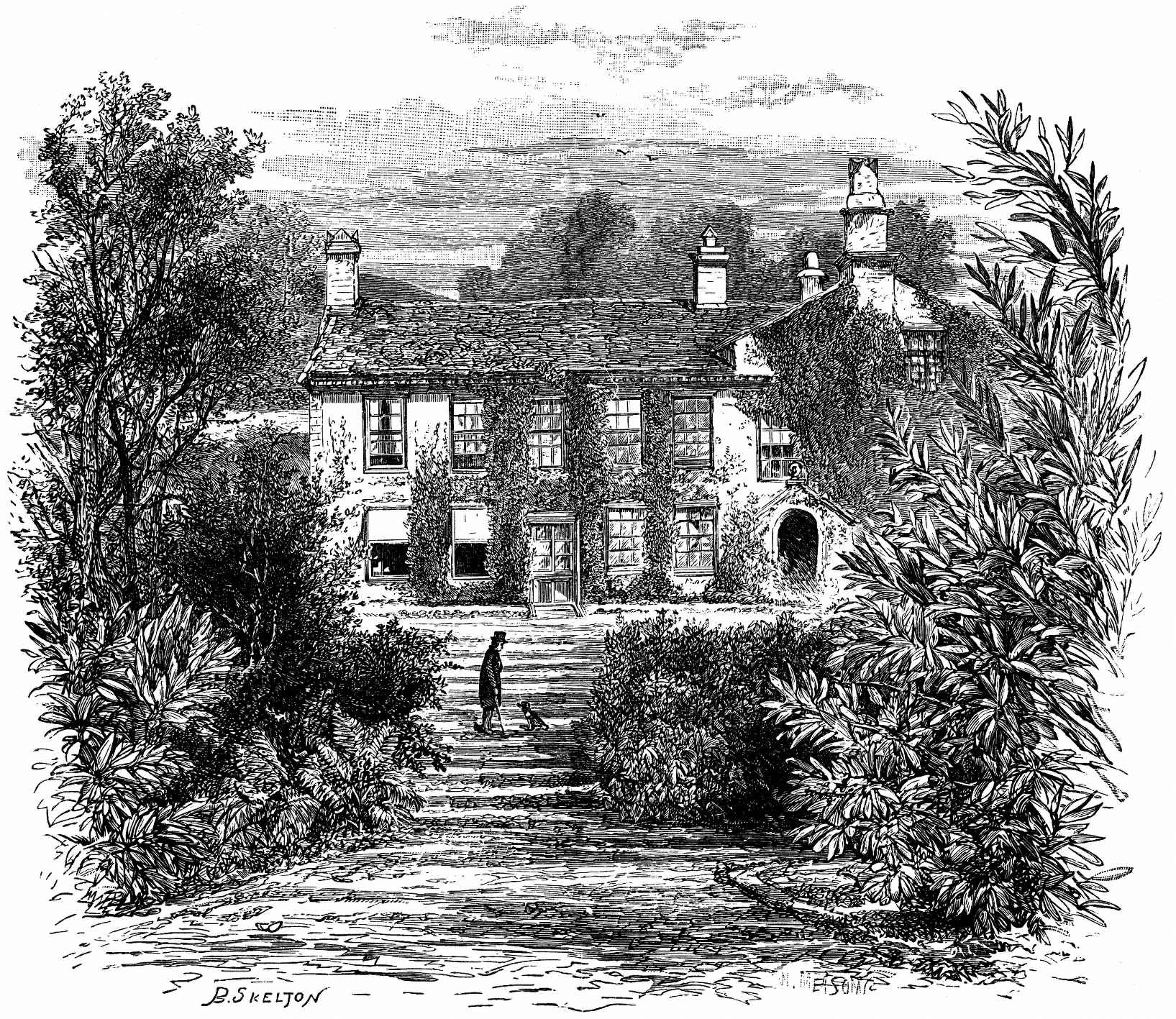
Dom Wordswortha w Rydal Mount

W roku 1795 William otrzymał spadek po przyjacielu Raisleyu Calvercie (900 funtów) i wreszcie mógł się uwolnić od dręczących go od wczesnej młodości trosk materialnych. Jesienią tego samego roku poznał Samuela Taylora Coleridge'a i spotkanie to stało się początkiem wielkiej przyjaźni obu poetów. Wydane przez nich trzy lata później Ballady liryczne uznane zostały za pierwszy romantyczny tomik poezji w literaturze angielskiej. Również w roku 1795 uwolnił się od życia w mieście i zamieszkał w Racedown. W wiejskiej przyrodzie odnalazł ukojenie, działała ona jak balsam na jego zranionego ducha.
Po powrocie z Niemiec (1799) przez kolejne osiem lat mieszkał w Dove Cottage w Grasmere, zaś w 1808 r. wraz z rodziną osiadł w Allan Bank. Nigdy jednak nie polubił ogromnego domu, w którym nie potrafił odnaleźć intymności i inspiracji dla swoich poezji. W czerwcu 1812 r. umarła córka poety Ann-Caroline (którą odnalazł we Francji kilka lat wcześniej), w grudniu zaś zginął jego syn Thomas. Zrozpaczony poeta bez żalu opuścił wielką rezydencję, która kojarzyła mu się z przykrymi wydarzeniami z ostatnich miesięcy i przeniósł się w 1813 roku z powrotem do Krainy Jezior, tym razem do Rydal Mount.
W Rydal Mount obok ukochanej siostry Dorothy, żony Mary Hutchinson (wzięli ślub w 1802 roku) i pięciorga ich dzieci, już do końca życia prowadził spokojny, pozbawiony uniesień żywot szanowanego i uwielbianego przez czytelników i krytykę poety. W roku 1843 siedemdziesięciotrzyletni twórca, mimo iż od wielu lat nie wydał żadnego wiersza, odznaczony został prestiżowym, dworskim tytułem poeta laureatus.

### Dorothy Wordsworth
Dorothy (1771–1855), siostra Williama, odegrała niebagatelną rolę w życiu zarówno Wordswortha, jak i Coleridge'a. Towarzyszyła w ich wędrówkach, prowadziła z nimi niezliczone dyskusje o poezji i mieszkała z Williamem nawet po jego małżeństwie (Dorothy i żonę Williama łączyła gorąca przyjaźń). Dzieliła z bratem głębokie umiłowanie natury, była również autorką jego notatek i twórczynią wielu konceptów, które następnie poeta wykorzystywał w swoich utworach. Stanisław Kryński, znawca poetów jezior, nazwał Dorothy Wordsworth dobrym duchem życia Williama i aniołem-stróżem jego poezji.

## Twórczość

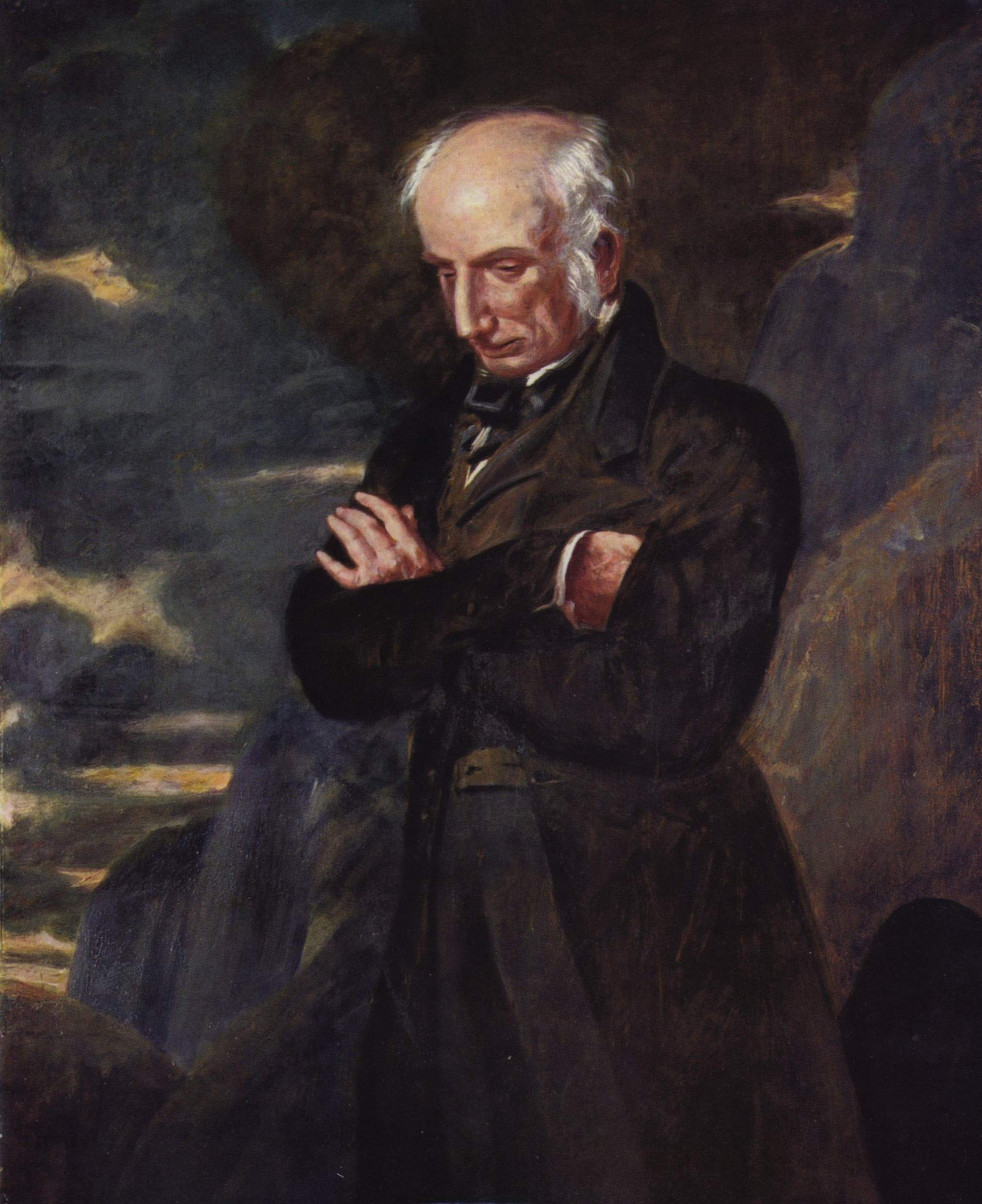
William Wordsworth na obrazie Benjamina Roberta Haydon z 1842 roku

### Ballady liryczne
Jesienią 1795 roku Wordsworth poznał młodszego o dwa lata Samuela Taylora Coleridge'a. Różnili się osobowością, jednak łączyła ich wspólna miłość do Krainy Jezior, po której często razem spacerowali, podziwiając piękno przyrody. Wzajemny wpływ na własną twórczość nie był wielki, ale zaowocował zbiorem lirycznych ballad, który wspólnie zaplanowali i wydali (pierwsze wydanie w 1798 roku, drugie, poprzedzone Przedmową Wordswortha, w 1802 roku). To właśnie wraz z dojrzewaniem i pisaniem Ballad lirycznych William przeżywał szczególnie głębokie przesilenie duchowe – ostateczną utratę wiary we francuską rewolucję.
Wkład Wordswortha w Ballady... stanowiły dwadzieścia trzy utwory (Coleridge był autorem czterech). Napisane zostały językiem prostym, codziennym, zresztą głównym postulatem poetów jezior (wyrażonym w Przedmowie do drugiego wydania, nazywanej manifestem angielskiego romantyzmu) było właśnie odejście od sztucznego języka XVIII-wiecznej poezji i powrót do prostych tematów, opowiedzianych przy użyciu prostych słów. We wszystkich balladach Wordswortha dostrzec można umiłowanie natury, niemal fizyczne odczuwanie drzew, gór, strumieni.

### Preludium
Wielkie arcydzieło Wordswortha powstawało w latach 1798-1805, a jego pomysł zrodził się w czasie podróży po Niemczech (1797–1799). W tym pierwszym w historii eposie psychologicznym (bohaterem utworu jest umysł autora), poeta opisał rozwój własnej osobowości od najwcześniejszego dzieciństwa i śledził genezę własnych odczuć wobec przyrody. Osobiste podejście twórcy do literatury stanowiło coś nowego, i nie bez powodu historycy literatury angielskiej mówią o poezji przedwordsworthowskiej i poezji powordsworthowskiej. William Wordsworth był jednym z pierwszych pisarzy, którzy osobiste doświadczenia twórcy oraz jego życie wewnętrzne uczynili pełnoprawnym tematem utworu literackiego.
Preludium (tytuł utworu nadała Mary Hutchinson-Wordsworth, żona poety, już po jego śmierci) opowiada historię dzieciństwa Williama, pełnego samotnych wędrówek i bliskiego kontaktu z naturą. Wordsworth nakreślił również w tym monumentalnym poemacie obraz swoich studiów w Cambridge (chociaż ani o zajęciach, ani o kolegach, czy nauczycielach nie wspomniał ani słowem). Utwór kończy się opisem rozpaczy i próby jej przezwyciężenia po tym, jak młodzieńcze nadzieje poety zostały całkowicie rozwiane we Francji. Dzieło zostało opublikowane dopiero po śmierci autora w 1850 roku. Na krótko przed śmiercią Wordsworth dokonał kilku istotnych poprawek, ale po dziś dzień przetrwały obie wersje poematu, który w znaczący sposób zmienił oblicze literatury angielskiej.

### 1797-1807 –wielkie dziesięciolecie
To właśnie w tym okresie (nazwanym przez brytyjskich historyków wielkim dziesięcioleciem) powstawały najwybitniejsze utwory Williama Wordswortha. W latach 1802–04 poeta stworzył magiczną Odę o przeczuciach nieśmiertelności ze wspomnień wczesnego dzieciństwa. W utworze tym raz jeszcze powrócił do swojego dzieciństwa, ale poetyckie rozważania konkludował spostrzeżeniem, że wszystkie rzeczy widziane i odczuwane w tamtym okresie znikały wraz z nim, ponieważ dorosły człowiek nie jest w stanie odnaleźć w sobie dziecięcej wrażliwości, która niegdyś pozwalała mu z naiwnością i miłością patrzeć na świat. Mottem do Ody... poeta uczynił znany fragment innego swojego wiersza – Tęczy:
(...) Dziecko jest ojcem człowieka;
A być złączone moje dni powinny
wzajemnie węzłem tkliwości rodzinnej.
(tłum. S.Kryński)
W roku 1804 powstał poemat Poławiacz pijawek (znany u nas także pod tytułem Stanowczość i niezawisłość), zaś okres od 1802 aż do 1816 roku zaowocował znakomitymi sonetami patriotycznymi. Wordsworth daleki był w swoich utworach od nacjonalizmów i wywyższania własnego narodu, patrzył jednak na ówczesną sytuację Europy z zaniepokojeniem. Zniechęcił go do siebie Napoleon, któremu poświęcił kilka utworów. Zarówno Wordsworth, jak i inni poeci jezior uważali go za uosobienie tyranii i niewoli, a William nazywał go nawet szatanem uciemiężenia. Uniwersalność utworów Wordswortha potwierdza fakt, że kieszonkowe tomiki zawierające sonety patriotyczne twórcy z Krainy Jezior mieli przy sobie brytyjscy żołnierze, walczący zarówno w pierwszej, jak i w drugiej wojnie światowej.
Kariera literacka Wordswortha skończyła się właściwie w roku 1816, później już nic wybitnego nie stworzył. Zresztą w wieku dojrzałym pisał niewiele, poświęcając całą uwagę na kontemplację przyrody, podróże i przebywanie w towarzystwie najbliższej rodziny. Do końca życia pozostał jednak szanowany i podziwiany przez kolejne pokolenia pisarzy.

## Życie pośmiertne
Poezje Wordswortha odcisnęły duży wpływ na twórczość kolejnych romantyków, także polskich. Wprawdzie drugie pokolenie pisarzy romantycznych w Anglii – Byron, Shelley i Keats bardzo ostro negowało poglądy polityczne Wordswortha i jego odejście od idei rewolucji, ale nigdy nie śmiało podważyć wartości jego poezji. Aż do śmierci artysty w 1850 roku w Rydal Mount odwiedzali go poeci i pisarze, którzy publicznie oddawali mu hołd (Robert Browning, John Ruskin, Matthew Arnold). Najsilniej jego twórczość wpłynęła na transcendentalistów amerykańskich (nowoangielskich). Ralph Waldo Emerson czy Henry David Thoreau wielokrotnie podkreślali rolę Wordswortha w ukształtowaniu tego filozoficzno-literackiego ruchu.
Po jego śmierci Arnold napisał: The last poetic voice is dumb (Ostatni poetycki głos zamilkł).
Wordswortha tłumaczyli na język polski m.in.: Stanisław Koźmian, Jan Kasprowicz, Czesław Miłosz, Zygmunt Kubiak i Stanisław Kryński.